# The Hongkong and Shanghai Banking Corporation
HSBC (chinês tradicional: 滙豐), oficialmente conhecida como Hong Kong e Shanghai Banking Corporation Limited (chinês tradicional: 香港上海滙豐銀行有限公司), é uma subsidiária integral do HSBC, o maior banco de Hong Kong, e opera filiais e escritórios em toda a região Ásia-Pacífico e em outros países ao redor do mundo. É também um dos três bancos comerciais licenciados pela Autoridade Monetária de Hong Kong a emitir notas para o dólar de Hong Kong.
O "Banco de Hong Kong e Xangai" foi estabelecido em Hong Kong britânico em 1865 e foi incorporado como "A Corporação Bancária de Hong Kong e Xangai" em 1866 e está sediado em Hong Kong (embora agora como subsidiária) desde então. Foi renomeado "Hong Kong e Shanghai Banking Corporation Limited" em 1989. É o membro fundador do HSBC Group of Banks and Companies, desde 1990, é o homônimo e uma das principais subsidiárias do HSBC Holdings PLC, com sede em Londres. Os negócios da empresa vão desde os papéis tradicionais da High Street de banco de varejo, banco comercial, banco corporativo, banco de investimento, banco privado e banco global.

### China

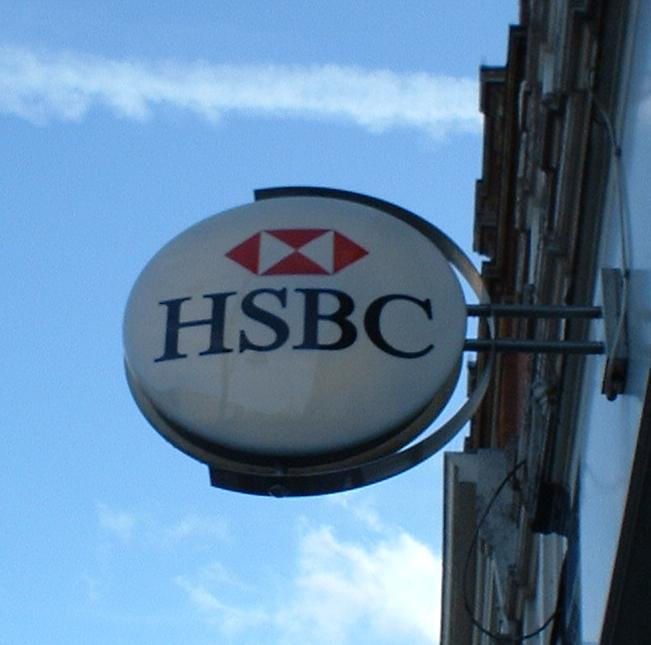
Logotipo do HSBC

## História

### Fundação

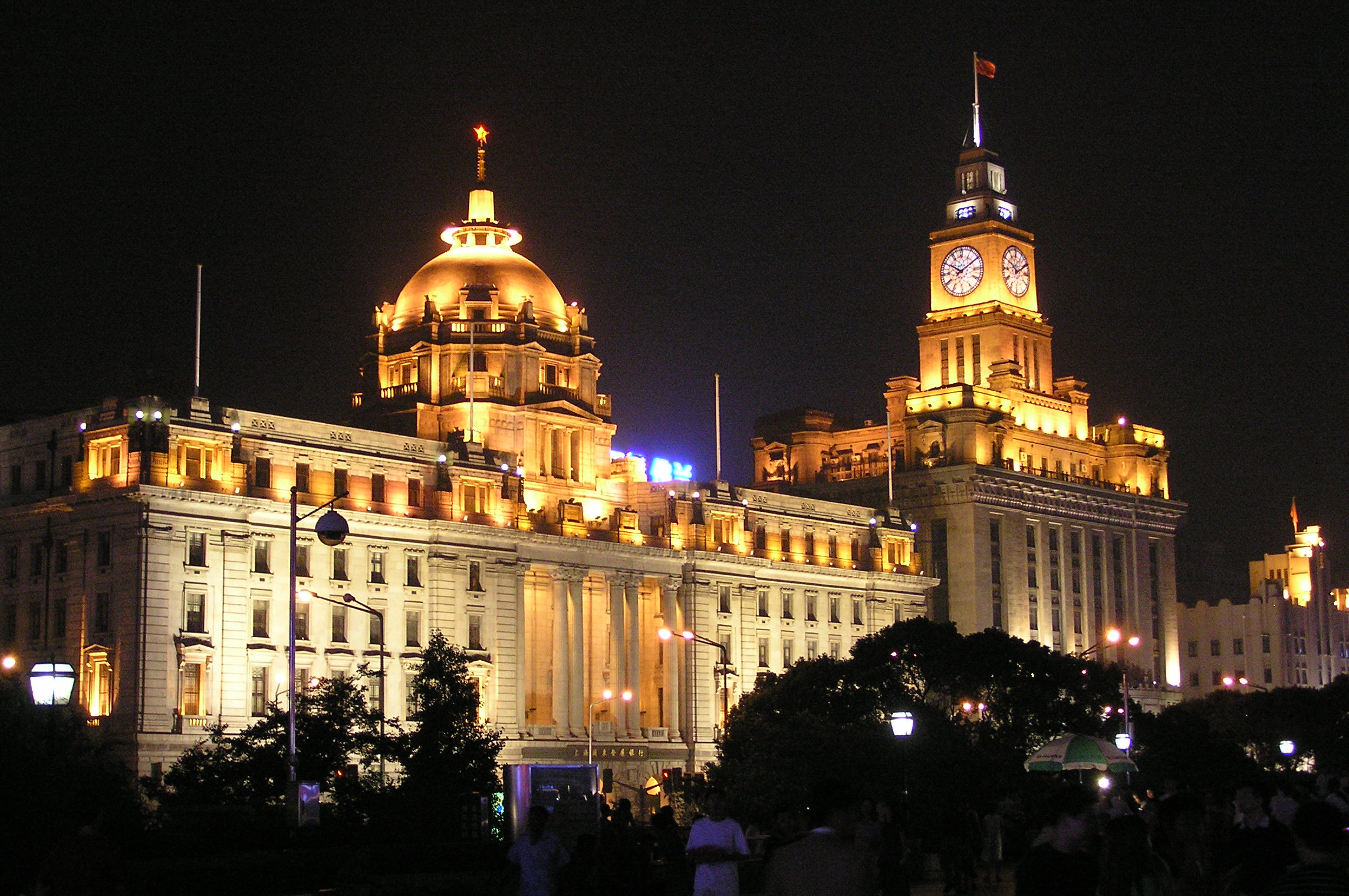
O HSBC Building (à esquerda) em The Bund, sede da filial de Xangai da The Hongkong e Shanghai Banking Corporation de 1923 a 1955

Depois que os britânicos estabeleceram Hong Kong como uma colônia após a Primeira Guerra do Ópio, os comerciantes de outras partes do Império Britânico, agora em Hong Kong, sentiram a necessidade de um banco para financiar o crescente comércio, através de Hong Kong e às vezes também através de Xangai, entre a China e a Índia britânica, o resto do Império Britânico e a Europa, de mercadorias, produtos e mercadorias de todos os tipos, exceto o ópio, cultivado ou transitado (reexportado) pelo Raj e para esse fim, eles se organizaram e formaram o Banco de Hong Kong e Xangai em Hong Kong (março de 1865) e em Xangai um mês depois.
O fundador, Thomas Sutherland, da Peninsular and Oriental Steam Navigation Company, queria um banco operando com "sólidos princípios bancários escoceses". Ainda assim, a localização original do banco foi considerada crucial e os fundadores escolheram a Wardley House em Hong Kong, pois a construção foi baseada em alguns dos melhores feng shui da Hong Kong colonial. O banco inicialmente arrendou suas instalações por HK$ 500 por mês em 1864.
Depois de levantar um capital social de HK$ 5 milhões, o banco iniciou suas operações em 3 de março de 1865. Ele abriu uma filial em Xangai em abril daquele ano e começou a emitir notas denominadas localmente na Colônia da Coroa e em Xangai logo depois. O banco foi incorporado em Hong Kong como The Hongkong and Shanghai Banking Corporation pela Portaria de Hong Kong e Xangai (números 2 e 5 de 1866), e uma filial no Japão também foi estabelecida em Yokohama em 1866. As ações do banco eram um dos 13 títulos negociados inicialmente na Bolsa de Valores de Xangai e foram negociados nessa bolsa até os japoneses fecharem a bolsa em 1941. O banco administrou o primeiro empréstimo público na China em 1874, depois emitindo a maioria dos empréstimos públicos.

### Desenvolvimento de negócios
Sir Thomas Jackson tornou-se gerente-chefe em 1876. Durante seus vinte e seis anos de mandato, o Banco se tornou um líder na Ásia. Eventos notáveis incluíram ser o primeiro banco estabelecido na Tailândia,[carece de fontes?] em 1888, onde imprimiu as primeiras notas do país; atuando como banqueiro do governo de Hong Kong a partir da década de 1880; e participando do gerenciamento de contas do governo colonial britânico na China, Japão, Penang e Cingapura. Seguiu-se um período de expansão, com novos edifícios construídos em Bangkok (1921), Manila (1922) e Xangai (1923), e um novo edifício-sede em Hong Kong em 1935.

### Segunda Guerra Mundial e Guerra Civil Chinesa
Antecipando a invasão japonesa de Hong Kong em 1941, a sede do Banco mudou-se para Londres. Durante o período 1941 – 1943, o chefe, Sir Vandeleur Grayburn, e seu sucessor, David C. Edmondston, ambos morreram enquanto internado pelos japoneses. Arthur Morse foi nomeado gerente-chefe em 1943 e liderou o banco após a guerra. A sede voltou para Hong Kong em 1946. Durante a ocupação japonesa, o prédio da sede do Banco foi ocupado como sede do governo militar japonês de Hong Kong.
Embora seus ativos tenham sido restaurados no HSBC no final da guerra, a Guerra Civil Chinesa afetou a recuperação do HSBC. O Partido Comunista da China assumiu Xangai no início de 1949, no final da guerra civil. Em 1955, enquanto o HSBC estava autorizado a continuar operando a filial de Xangai, todas as suas operações em outras partes da China continental foram fechadas. As operações da filial de Xangai se limitaram a remessas internas e contas de exportação, e assim o banco saiu de sua grande sede no Bund e mudou-se para escritórios no Lyceum Building na Yuenmingyuen Road (agora Yuanmingyuan Road).

### Expansão internacional
Michael Turner tornou-se gerente-chefe em 1953 e começou a diversificar os negócios. Seu mandato terminou em 1962, tendo estabelecido a Corporação Bancária de Hong Kong e Xangai da Califórnia em 1955 e adquirido o Banco Britânico do Oriente Médio e o Banco Mercantil (com sede na Índia) em agosto de 1959. Turner foi sucedido em 1962 por Jake Saunders . Em 1964, a Diretoria Executiva foi substituída como o principal cargo executivo do banco por uma Presidência Executiva. Saunders assumiu esse cargo até a aposentadoria em 1972 e foi sucedido como gerente-chefe em 1964 por H.J. Shen, diretor da Maysun Trading Co. e ex-chefe do Central Trust da China, que se tornou o primeiro chinês étnico a ser nomeado para o cargo. cargo de Gerente Chefe do banco. Sob o mandato de Saunders, o banco continuou a se expandir. Em 1965, o banco comprou o controle acionário do Hang Seng Bank de Hong Kong e em 1972 a formação de um braço de bancos comerciais, Wardley Limited.
Em 1980, o Banco lançou uma oferta hostil de aquisição pelo Royal Bank of Scotland, embora a oferta tenha sido bloqueada pelo governo britânico.

### Criação do Grupo HSBC
Em 1980, o Banco, agora sob a presidência de Michael Sandberg, adquiriu uma participação de 51% no Marine Midland Bank, nos Estados Unidos da América, e continuou sua expansão com a criação do Hongkong Bank of Canada (atual HSBC Bank Canada) em 1981 e HongkongBank of Australia Limited (atual HSBC Bank Australia Limited) em 1986. 1987, sob a presidência de William Purves, viu a propriedade do banco no Marine Midland Bank aumentar para 100% e a aquisição de 14,9% do Midland Bank no Reino Unido.
O atual edifício em Hong Kong foi projetado por Sir Norman Foster e foi considerado um dos edifícios mais caros e tecnologicamente avançados do mundo em 1986, custando HK$ 5,3 bilhões.
Em 6 de outubro de 1989, foi renomeada pelo Conselho Legislativo, através de uma emenda à sua portaria governamental originalmente feita em 1929, The Hongkong e Shanghai Banking Corporation Limited, e tornou-se registrado como um banco regulamentado pelo então Comissário Bancário do Governo de Hong. Kong.
Em 1991, o HSBC se reorganizou como uma holding, HSBC Holdings plc; as ações são negociadas nas bolsas de valores de Londres, Hong Kong, Paris, Nova York e Bermuda.

### Cortes
Em junho de 2011, o HSBC já havia cortado 700 empregos em seu banco de varejo no Reino Unido. O HSBC planejava reduzir o custo em até US$ 3,5 bilhões por ano.
Em setembro de 2011, o HSBC planejava cortar cerca de 3.000 empregos nos próximos três anos em Hong Kong. Foi declarado que o número de 3.000 empregos pode ser menor devido aos esforços para tentar remanejar alguns funcionários para outras funções. A base de Hong Kong empregava 23.000 pessoas na época.
As operações de cartão de crédito nos EUA foram vendidas para a Capital One.

## Serviços bancários em Hong Kong

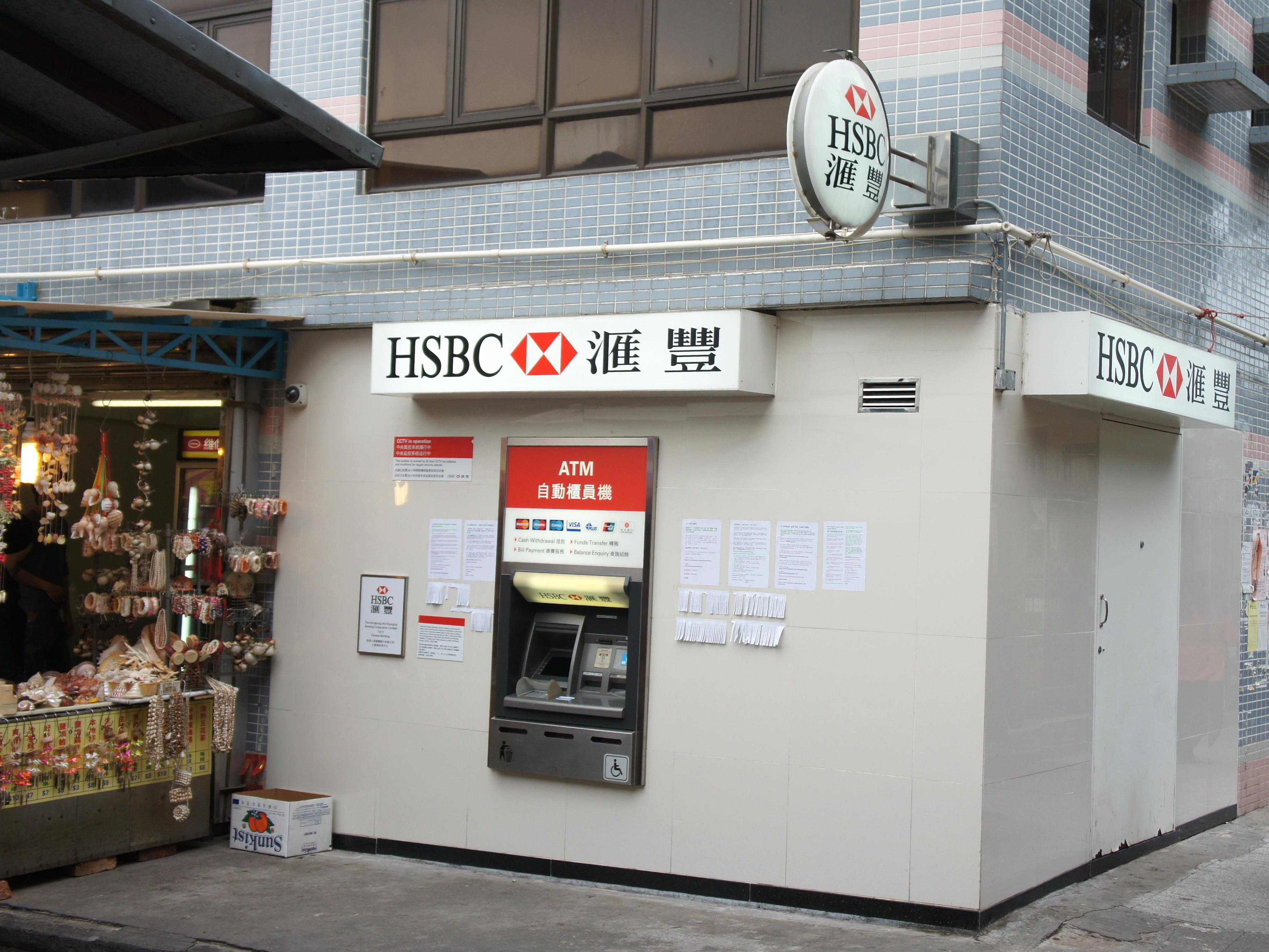
Um caixa eletrônico do HSBC em Tai O, Lantau Island, Hong Kong

Sob a marca HSBC, o banco mantém uma rede de cerca de 220 agências em toda a Região Administrativa Especial de Hong Kong, a partir da qual oferece uma ampla gama de produtos e serviços financeiros. Por algum tempo, no final dos anos 80 e no início dos anos 90, o banco era conhecido pelo nome HongkongBank em sua cidade natal, embora agora seja comercializado como HSBC. Durante esse período, adotou também a prática idiossincrática de chamar suas máquinas de caixas Electronic Teller Card (ETC).

### Quartel general
O prédio da sede do HSBC em Hong Kong está localizado no número 1 da Queen's Road Central, no distrito central da ilha de Hong Kong. Também foi sede da sede do HSBC Holdings plc até a mudança desta última empresa para Londres, a fim de atender aos requisitos das autoridades reguladoras do Reino Unido após a aquisição do Midland Bank em 1992. Foi projetado pelo arquiteto britânico Norman, Lord Foster, e era o edifício mais caro do mundo com base na área útil do piso no momento em que foi construído.